# Shannon Wilsey
Pour les articles homonymes, voir Savannah.
 (février 2016).
Si vous disposez d'ouvrages ou d'articles de référence ou si vous connaissez des sites web de qualité traitant du thème abordé ici, merci de compléter l'article en donnant les références utiles à sa vérifiabilité et en les liant à la section « Notes et références ».
Shannon Michelle Wilsey, dite Savannah, née le 9 octobre 1970 à Mission Viejo et morte le 11 juillet 1994 à Burbank, est une actrice pornographique américaine.

## Biographie
Après le divorce de ses parents en 1972, elle part vivre au Texas avec sa mère. Elle demeure ensuite brièvement avec son père à Oxnard en Californie, puis avec ses grands-parents à Mission Viejo toujours en Californie.
À l'âge de treize ans, elle découvrit que l'homme qui l'élevait n'était pas son père biologique et en demeura fortement perturbée. Peu de temps après, Savannah se transforma en enfant sauvage et devint une groupie.
Elle vécut avec le musicien Gregg Allman du groupe The Allman Brothers Band pendant deux ans (leur relation débuta quand elle avait 16 ans) et tomba enceinte. Après s'être séparée d'Allman, elle vécut avec Billy Sheehan, bassiste du groupe Mr. Big. Quand elle commença à poser nue et à tourner dans des films X vers 1990 elle prit le nom Savannah du film de 1982 Savannah Smiles (en). Elle joue avec des stars comme Andrew Blake, Ron Jeremy, Peter North, Melanie Moore..., elle et Sheehan se séparèrent.
Elle signa un contrat d'exclusivité avec Vivid en 1991 et acquit rapidement une certaine notoriété. Savannah tomba alors dans les pièges classiques du porno : drogues, problèmes financiers malgré ses revenus substantiels. Elle avait une réputation d'égoïste et il était difficile de travailler avec elle.
Son attirance pour les stars du rock l'amena à fréquenter des musiciens célèbres en plus de Allman et Sheehan, comme Vince Neil, Billy Idol, Slash et Axl Rose. Cependant, elle souhaita plus d'une fois une relation stable, ce qui n'était pas le cas de ses partenaires. En résulte une vie sentimentale tourmentée.
Savannah s'engagea dans une relation lesbienne solide avec l'actrice X Jeanna Fine. Elle déclara plus tard être tombée profondément amoureuse de Fine. On rapporte que cette relation se finit mal et après cela Savannah vécut une longue relation avec le comédien Pauly Shore.

### Mort
Le 11 juillet 1994 à deux heures du matin, après une soirée bien arrosée et alors qu'elle raccompagne un ami, Jason Swing, elle écrase sa voiture dans un virage et se blesse au visage (lacérations, nez cassé). Rentrée à son domicile, elle demande à Swing de sortir le rottweiler et appelle son amie et manager Nancy Pera. Elle lui demande sur un ton hystérique qu'elle vienne l'aider. Elle se réfugie ensuite dans son garage, elle se saisit d'un calibre 45 semi-automatique Beretta et se tire une balle en pleine tête. Quand Pera arrive, elle découvre Savannah dans un bain de sang mais respirant toujours. Elle décède après onze heures de coma au St. Joseph's Hospital de Burbank.
Après sa mort, sa famille regretta publiquement ses relations avec le milieu du X. Les investigations de la police conclurent qu'elle était dépressive à cause de plusieurs facteurs dont l'usage de drogue, des difficultés financières et une vie sentimentale peu épanouie. L'accident dans lequel elle fut blessée aurait pu sérieusement mettre à mal sa carrière et fut l'ultime facteur qui la mena jusqu'au suicide, selon la théorie de la police.
Comme ce fut plusieurs fois le cas dans cette industrie, la popularité de Savannah grandit après sa mort. Selon certains rapports, ses films furent trois fois plus demandés après sa mort.

## Récompenses
- 1992 AVN Award : meilleure révélation (Best New Starlet)[5]
- Elle fait partie de l'AVN Hall of Fame

## Dans la culture populaire
- Le groupe Okkervil River dans leur album Don't Fall in Love with Everyone You See en 2002 lui dédie le morceau Red.
- Le groupe de metalcore Zao écrit un morceau Savannah dans son album 1999 Liberate Te Ex Inferis (Save Yourself from Hell).
- E! True Hollywood Story (1996) documentaire E! sur Savannah (1999) de Ross Beeley.